# Certificaat van aandeel
Een certificaat van aandeel is een waardepapier verbonden aan een aandeel en wordt ondergebracht bij een andere partij zoals een private stichting of stichting administratiekantoor. Het volgt het aandeel in zijn waarde en certificaathouders hebben recht op een dividenduitkering. Het verschil met een aandeel is dat een certificaat echter geen recht geeft op een deelname aan de stemming op een algemene vergadering van aandeelhouders.
Beleggingscertificaten worden ook als product aangeboden door verschillende financiële instellingen en zijn vergelijkbaar met beleggingsfondsen. De instelling creëert een juridische entiteit waar de klant een beleggingscertificaat kan kopen met als doel:
- Kinderen, familie, werknemers of relaties wel recht op winst geven, maar weinig tot geen recht op beleidsvorming
- Rechten overdragen zonder een gang naar de notaris voor bijwerken aandeelhoudersregister
- Belanghebbenden onzichtbaar maken voor de buitenwereld
- Winst uit onderneming gebruiken voor goede doelen
- Continuïteit waarborgen na overlijden van de eigenaar

Naast beleggingscertificaten worden er ook certificaten uitgegeven voor consumenten om producten en diensten te vergelijken en te helpen betere keuzes te maken.

## Achtergestelde certificaten
Een achtergestelde certificaat is afkomstig van een bank met faillissement en wordt pas uitbetaald nadat alle andere schuldeisers vergoed zijn. De banken geven hiervoor wel een hogere interest maar het risico is dat de uitbetaling lang op zich laat wachten of helemaal niet aan de orde is, ook niet op lang termijn. De achtergestelde certificaten of achtergestelde kasbons vallen niet onder de beloofde garantiefondsregeling.

## Certificering van aandelen in het Nederlandse recht
Een vennootschap kan naar Nederlands recht geen eigen aandelen nemen (zie voor de naamloze vennootschap (NV) artikel 95 van Boek 2 van het Burgerlijk Wetboek (BW) en voor de besloten vennootschap (BV) art. 2:205 BW). Bovendien kan zij in de algemene vergadering van aandeelhouders geen stem uitbrengen voor aan haar toebehorende aandelen (voor de NV art. 2:118 lid 7 BW en voor de BV art. 2:228 lid 6 BW). Bijgevolg zal het in de praktijk niet voorkomen dat zij zelf aandelen certificeert. Op naam gestelde aandelen worden in plaats daarvan ten titel van beheer uitgegeven of overgedragen aan een zogenaamd administratiekantoor, meestal een stichting administratiekantoor (STAK). Het administratiekantoor geeft vervolgens certificaten uit aan de daadwerkelijke kapitaalverschaffers.
Op de hoofdregel dat een certificaathouder geen stemrecht heeft in de aandeelhoudersvergadering wordt voor beursgenoteerde vennootschappen een uitzondering gemaakt in art. 2:118a BW: op zijn verzoek wordt de certificaathouder gevolmachtigd om het aan het betreffende aandeel verbonden stemrecht uit te oefenen in een in de volmacht genoemde algemene vergadering.
Twee typen van certificaten zijn te onderscheiden: royeerbare certificaten en niet-royeerbare certificaten.
- Royeerbare certificaten kunnen op elk moment door de certificaathouder omgewisseld worden voor aandelen.
- Niet-royeerbare certificaten kunnen niet zonder instemming van het administratiekantoor omgewisseld worden. Deze vorm van certificering is opgezet als bescherming tegen overnames: de certificaten geven geen stemrecht en de besluitvorming in het bedrijf kan daarmee dus niet beïnvloed worden. Niet-royeerbare certificaten worden door Euronext echter niet toegelaten,[7] en certificering van aandelen mag volgens principe 4.4 van de Nederlandse corporate governance code niet als beschermingsmaatregel gebruikt worden[8].